# Arctosa rubicunda
Arctosa rubicunda är en spindelart som först beskrevs av Eugen von Keyserling 1877.  Arctosa rubicunda ingår i släktet Arctosa och familjen vargspindlar. Inga underarter finns listade i Catalogue of Life.